# Округ Милард (Јута)
Милард (енгл. Millard County) је округ у америчкој савезној држави Јута. По попису из 2010. године број становника је 12.503.

## Демографија
Према попису становништва из 2010. у округу је живело 12.503 становника, што је 98 (0,8%) становника више него 2000. године.
| Група             | 2000.          | 2010.          |
| Белци             | 11.168 (90,0%) | 10.589 (84,7%) |
| Афроамериканци    | 13 (0,1%)      | 12 (0,1%)      |
| Азијати           | 59 (0,5%)      | 76 (0,6%)      |
| Хиспаноамериканци | 891 (7,2%)     | 1.603 (12,8%)  |
| Укупно            | 12.405         | 12.503         |